# Cetatea dacică de la Polovragi
Este o fortificație dacică situată pe teritoriul României.